# Ida Maria Dentamaro
Ida Maria Dentamaro, detta Marida, (Bari, 20 febbraio 1954), è una politica italiana.

## Biografia
Laureata in Giurisprudenza presso l'Università di Bari, Ida Maria Dentamaro esercita la professione di avvocato. Professore associato dal 1992, insegna Diritto pubblico presso la facoltà di Economia dell'Università degli Studi di Bari "Aldo Moro". Dal 1992 al 1996 ha inoltre insegnato Legislazione dei lavori pubblici presso il Politecnico di Bari.
Nel 1996 è eletta senatrice nella XIII legislatura coi CDU; nel 1998 partecipa alla scissione promossa fra gli altri da Roberto Formigoni che dà vita al movimento dei Cristiani Democratici per la Libertà e assieme ad altri due senatori ex-CDU si unisce a quelli del Centro Cristiano Democratico, unione che a Palazzo Madama porta alla costituzione del gruppo CCD-CdL. 
A inizio 2000, contraria all'avvicinamento di tale formazione al centrodestra, passa all'UDEUR, con il quale nel 2001 viene rieletta al Senato nelle liste de La Margherita, lasciando tale gruppo parlamentare con gli altri esponenti dell'UDEUR nel 2002. Nelle due legislature a Palazzo Madama ha operato all'interno della commissione Affari Costituzionali del Senato. Dal giugno 2004 all'agosto 2005 è stata anche vicesindaco di Bari nella giunta di Michele Emiliano. Nell'aprile 2006 conclude il mandato parlamentare.
Successivamente aderisce al Partito Democratico.
Il 27 aprile 2010 è nominata assessore con delega al "Sud e Federalismo (Politiche per il Mezzogiorno, Rapporti con la Commissione Europea, Sistema delle Conferenze interistituzionali, Enti locali e decentramento, Contratti e appalti, Contenzioso amministrativo, Affari generali)" nella giunta regionale pugliese presieduta da Nichi Vendola.